# Campeonato Descentralizado 1969
El Campeonato Descentralizado de Fútbol Profesional del Perú de 1969 tuvo la participación de 14 equipos. 
Antes del torneo regular se decidió jugar un Apertura para la absoluta concentración de la selección peruana de cara a las eliminatorias. Ya en la primera etapa los seis primeros equipos jugaron la Liguilla por el título, mientras que los ocho últimos jugaron en otro grupo por el descenso.
Los equipos llevaban sus registros en la temporada regular y jugó una ronda adicional (5 y 7 partidos más, respectivamente). Un partido de playoffs por 2 º lugar (de clasificación para la Copa Libertadores de América) era necesario. El campeón nacional fue Universitario.

## Sistema de competición
Durante este año hubo dos torneos. El primero, llamado Apertura, se jugó mientras la selección se preparaba para jugar las Eliminatorias y clasificaba al ganador a la liguilla por el título. El segundo torneo se jugó en dos fases. La primera fue una sola rueda donde los cinco mejores se añadían a la liguilla por el título y los equipos restantes jugaban la liguilla por evitar el descenso. Ambas liguillas se iniciaron con los puntajes obtenidos de la primera ronda. Se otorgaban dos puntos por partido ganado, un punto por partido empatado y ninguno por partido perdido.
Si al finalizar el campeonato dos equipos igualan a puntos, los mecanismos para desempatar la clasificación son los siguientes:
- El que tiene una mejor diferencia de goles en el campeonato.
- El que tiene una mejor diferencia de goles en partidos jugados entre ellos.
- Sorteo.

En caso de concluir el certamen con dos equipos empatados en el primer lugar, se procedería a un partido de desempate entre ambos conjuntos en una cancha neutral predeterminada al inicio del torneo; de terminar en empate dicho duelo, se realizará uno extra, y de persistir la igualdad en este, se alargaría a la disputa de dos tiempos extras de 15 minutos cada uno, y eventualmente Tiros desde el punto penal, hasta que se produjera un ganador.

## Ascensos y descensos
| Posición | Ascendidos de la Segunda o Copa Perú        |
| -------- | ------------------------------------------- |
| 1º       | Deportivo Municipal (Segunda División 1968) |
| 1º       | Carlos A. Mannucci (Copa Perú 1969)         |

| Posición | Descendidos del Descentralizado 1968 |
| -------- | ------------------------------------ |
| 9º       | Carlos A. Mannucci                   |
| 13º      | Mariscal Sucre                       |

## Equipos participantes
| Club                      | Ciudad   | Entrenador          |
| ------------------------- | -------- | ------------------- |
| Alianza Lima              | Lima     | Jaime de Almeida    |
| Atlético Grau             | Piura    | Juan Honores        |
| Carlos A. Mannucci        | Trujillo | Miguel Ortega       |
| Centro Iqueño             | Lima     | Juan Bulnes         |
| Defensor Arica            | Lima     | Marcos Calderón     |
| Defensor Lima             | Lima     | Hugo Bagnulo        |
| Deportivo Municipal       | Lima     | Roberto Drago       |
| Juan Aurich               | Chiclayo | Sabino Bártoli      |
| KDT Nacional              | Callao   | Roberto Reynoso     |
| Octavio Espinosa          | Ica      | Fernando Cárpena    |
| Porvenir Miraflores       | Lima     | José Gomes Nogueira |
| Sport Boys                | Callao   | José Chiarella      |
| Sporting Cristal          | Lima     | Didí                |
| Universitario de Deportes | Lima     | Roberto Scarone     |

### Distribución geográfica
| Departamento | Equipos |
| ------------ | --- |
| Lima         | Alianza Lima Centro Iqueño Defensor Arica Defensor Lima Mariscal Sucre Porvenir Miraflores Sporting Cristal Universitario de Deportes |
| Callao       | KDT Nacional Sport Boys |
| Ica          | Octavio Espinosa |
| La Libertad  | Carlos Mannucci |
| Lambayeque   | Juan Aurich |
| Piura        | Atlético Grau |

| Atlético Grau Juan Aurich Carlos Mannucci Octavio Espinosa Alianza Lima Centro Iqueño Defensor Arica Defensor Lima Mariscal Sucre Porvenir Miraflores Sporting Cristal Universitario KDT Boys |

## Apertura
| Pos. | Equipos             | PJ | PG | PE | PP | GF | GC | Dif. | Pts |
| ---- | ------------------- | -- | -- | -- | -- | -- | -- | ---- | --- |
| 1    | Atlético Grau       | 13 | 10 | 1  | 2  | 25 | 13 | +12  | 21  |
| 2    | Universitario       | 13 | 8  | 3  | 2  | 25 | 15 | +10  | 19  |
| 3    | Juan Aurich         | 13 | 6  | 6  | 1  | 23 | 16 | +7   | 18  |
| 4    | Sporting Cristal    | 13 | 7  | 1  | 5  | 19 | 16 | +3   | 15  |
| 5    | Deportivo Municipal | 13 | 7  | 1  | 5  | 23 | 20 | +3   | 15  |
| 6    | Defensor Arica      | 13 | 5  | 4  | 4  | 22 | 16 | +6   | 14  |
| 7    | Porvenir Miraflores | 13 | 5  | 3  | 5  | 20 | 22 | -2   | 13  |
| 8    | Carlos Mannucci     | 13 | 4  | 5  | 4  | 24 | 27 | -3   | 13  |
| 9    | Octavio Espinosa    | 13 | 4  | 2  | 7  | 17 | 22 | -5   | 10  |
| 10   | Defensor Lima       | 13 | 4  | 2  | 7  | 16 | 23 | -7   | 10  |
| 11   | Alianza Lima        | 13 | 4  | 2  | 7  | 17 | 25 | -8   | 10  |
| 12   | Sport Boys          | 13 | 4  | 1  | 8  | 25 | 26 | -1   | 9   |
| 13   | KDT Nacional        | 13 | 3  | 3  | 7  | 14 | 19 | -5   | 9   |
| 14   | Centro Iqueño       | 13 | 2  | 2  | 9  | 11 | 21 | -10  | 6   |

|  | Ganador y clasificado a la Liguilla Final 1969 |

### Resultados
| Local \ Visitante   | ALI | GRA | CAM | CEN | ARI | DEF | MUN | AUR | KDT | OCT | POR | SBA | SCR | UNI |
| ------------------- | --- | --- | --- | --- | --- | --- | --- | --- | --- | --- | --- | --- | --- | --- |
| Alianza Lima        |     | 0–2 | —   | —   | 1–3 | 0–2 | —   | —   | —   | 4–2 | 2–3 | 3–1 | 1–0 | —   |
| Atlético Grau       | —   |     | —   | 3–1 | —   | 1–0 | —   | —   | —   | 1–0 | 3–1 | 1–2 | —   | 3–1 |
| Carlos A. Mannucci  | 1–1 | 0–1 |     | —   | 1–1 | –   | 2–2 | 1–4 | 3–2 | —   | —   | —   | 1–0 | —   |
| Centro Iqueño       | 3–4 | —   | 1–2 |     | 0–3 | —   | —   | —   | —   | 0–2 | —   | 0–0 | 0–1 | —   |
| Defensor Arica      | —   | 2–3 | —   | —   |     | 0–1 | 3–1 | 2–2 | 2–2 | —   | —   | —   | 1–2 | —   |
| Defensor Lima       | —   | —   | 3–1 | 1–2 | —   |     | —   | —   | —   | 2–2 | —   | 0–5 | —   | —   |
| Deportivo Municipal | 2–0 | 1–0 | —   | 1–0 | —   | 4–0 |     | —   | 3–1 | 3–0 | 1–3 | 2–1 | 1–3 | 2–5 |
| Juan Aurich         | 1–1 | 3–3 | —   | 1–3 | —   | 2–1 | 2–0 |     | —   | 1–0 | —   | 1–0 | —   | —   |
| KDT Nacional        | 2–0 | 0–1 | —   | 1–1 | —   | 3–1 | —   | 0–1 |     | —   | 0–1 | —   | —   | —   |
| Octavio Espinosa    | —   | —   | 3–3 | —   | 0–2 | —   | —   | —   | 2–0 |     | 2–1 | —   | 3–0 | 0–2 |
| Porvenir Miraflores | —   | —   | 2–2 | 1–0 | 1–1 | 1–4 | —   | 1–1 | —   | —   |     | 4–1 | 1–3 | —   |
| Sport Boys          | —   | —   | 2–5 | —   | 1–2 | —   | —   | —   | 2–3 | 3–1 | —   |     | 2–3 | 5–1 |
| Sporting Cristal    | —   | 2–3 | —   | —   | —   | 2–1 | —   | 1–1 | 2–0 | —   | —   | —   |     | —   |
| Universitario       | 3–0 | —   | 5–2 | 1–0 | 1–0 | 0–0 | —   | 3–3 | 0–0 | —   | 2–0 | —   | 1–0 |     |

## Primera etapa
| Pos. | Equipos             | PJ | PG | PE | PP | GF | GC | Dif. | Pts |
| ---- | ------------------- | -- | -- | -- | -- | -- | -- | ---- | --- |
| 1    | Deportivo Municipal | 13 | 8  | 4  | 1  | 30 | 16 | +14  | 20  |
| 2    | Universitario       | 13 | 7  | 4  | 2  | 27 | 17 | +10  | 18  |
| 3    | Defensor Arica      | 13 | 6  | 5  | 2  | 18 | 8  | +10  | 17  |
| 4    | Alianza Lima        | 13 | 4  | 7  | 2  | 21 | 13 | +8   | 15  |
| 5    | Juan Aurich         | 13 | 5  | 4  | 4  | 20 | 16 | +4   | 14  |
| 6    | Atlético Grau       | 13 | 5  | 3  | 5  | 14 | 13 | +1   | 13  |
| 7    | Octavio Espinosa    | 13 | 3  | 7  | 3  | 13 | 13 | 0    | 13  |
| 8    | Sport Boys          | 13 | 5  | 3  | 5  | 17 | 19 | -2   | 13  |
| 9    | Defensor Lima       | 13 | 3  | 7  | 3  | 17 | 19 | -2   | 13  |
| 10   | Carlos Mannucci     | 13 | 4  | 4  | 5  | 12 | 12 | 0    | 12  |
| 11   | Porvenir Miraflores | 13 | 5  | 2  | 6  | 21 | 28 | -7   | 12  |
| 12   | Sporting Cristal    | 13 | 3  | 5  | 5  | 13 | 17 | -4   | 11  |
| 13   | Centro Iqueño       | 13 | 2  | 4  | 7  | 12 | 24 | -12  | 8   |
| 14   | KDT Nacional        | 13 | 1  | 1  | 11 | 8  | 28 | -20  | 3   |

|  | Clasificados a la Liguilla Final 1969       |
|  | Clasificados a la Liguilla de Descenso 1969 |

#### Resultados
| Local \ Visitante   | ALI | GRA | CAM | CEN | ARI | DEF | MUN | AUR | KDT | OCT | POR | SBA | SCR | UNI |
| ------------------- | --- | --- | --- | --- | --- | --- | --- | --- | --- | --- | --- | --- | --- | --- |
| Alianza Lima        |     | —   | 0–0 | 1–1 | —   | —   | 1–1 | 1–1 | 2–0 | —   | —   | —   | —   | 2–2 |
| Atlético Grau       | 1–3 |     | 1–0 | —   | 0–1 | —   | 3–2 | 2–1 | 2–0 | —   | —   | —   | 0–0 | —   |
| Carlos A. Mannucci  | —   | —   |     | 2–0 | —   | 0–0 | —   | —   | —   | 1–0 | 0–0 | 2–0 | —   | 1–1 |
| Centro Iqueño       | —   | 1–0 | —   |     | —   | 0–2 | 1–4 | 1–2 | 1–0 | —   | 2–3 | —   | —   | 1–1 |
| Defensor Arica      | 2–1 | —   | 3–1 | 4–1 |     | —   | —   | —   | —   | 1–1 | 2–0 | 1–1 | —   | 0–1 |
| Defensor Lima       | 0–0 | 1–1 | —   | —   | 1–1 |     | 1–1 | 2–2 | 1–0 | —   | 4–5 | —   | 3–2 | 2–5 |
| Deportivo Municipal | —   | —   | 3–2 | —   | 2–1 | —   |     | 1–0 | —   | —   | —   | —   | —   | —   |
| Juan Aurich         | —   | —   | 0–1 | —   | 0–0 | —   | —   |     | 4–3 | —   | 3–1 | —   | 1–3 | 3–0 |
| KDT Nacional        | —   | —   | 3–2 | —   | 0–2 | —   | 1–5 | —   |     | 0–2 | —   | 0–1 | 1–1 | 0–2 |
| Octavio Espinosa    | 1–1 | 0–0 | —   | 2–2 | —   | 2–0 | 0–1 | 1–1 | —   |     | —   | 2–1 | —   | —   |
| Porvenir Miraflores | 1–6 | 0–2 | —   | —   | —   | —   | 1–3 | —   | 3–0 | 1–1 |     | —   | —   | 2–1 |
| Sport Boys          | 2–3 | 2–1 | —   | 2–1 | —   | 0–0 | 3–3 | 0–2 | —   | —   | 2–1 |     | —   | —   |
| Sporting Cristal    | 1–0 | —   | 1–0 | 1–1 | 0–0 | —   | 0–2 | —   | —   | 0–0 | 2–3 | 0–3 |     | 2–3 |
| Universitario       | —   | 2–1 | —   | —   | —   | —   | 2–2 | —   | —   | 4–1 | —   | 3–0 | —   |     |

## Liguilla Final
| Pos. | Equipos             | PJ | PG | PE | PP | GF | GC | Dif. | Pts |
| ---- | ------------------- | -- | -- | -- | -- | -- | -- | ---- | --- |
| 1    | Universitario (C)   | 18 | 9  | 7  | 2  | 35 | 23 | +12  | 25  |
| 2    | Defensor Arica      | 18 | 7  | 8  | 3  | 26 | 15 | +11  | 22  |
| 3    | Deportivo Municipal | 18 | 8  | 6  | 4  | 38 | 28 | +10  | 22  |
| 4    | Alianza Lima        | 18 | 6  | 9  | 3  | 31 | 20 | +11  | 21  |
| 5    | Juan Aurich         | 18 | 7  | 7  | 4  | 27 | 20 | +7   | 21  |
| 6    | Atlético Grau       | 18 | 5  | 6  | 7  | 20 | 24 | -4   | 16  |

(C): Campeón
|  | Clasificado a la Copa Libertadores 1970                                            |
|  | Definición por el Subcampeonato y el Ganador clasifica a la Copa Libertadores 1970 |

#### Resultados
Todos los partidos fueron jugados en Lima.
| Local \ Visitante   | ALI | GRA | ARI | MUN | AUR | UNI |
| ------------------- | --- | --- | --- | --- | --- | --- |
| Alianza Lima        |     | 3–0 | 1–1 | 4–3 | 0–1 | 2–2 |
| Atlético Grau       | —   |     | —   | —   | 2–2 | —   |
| Defensor Arica      | —   | 3–1 |     | —   | —   | 1–2 |
| Deportivo Municipal | —   | 2–2 | 2–2 |     | —   | —   |
| Juan Aurich         | —   | —   | 1–1 | 2–0 |     | —   |
| Universitario       | —   | 1–1 | —   | 2–1 | 1–1 |     |

### Definición por el subcampeonato
|  | Defensor Arica | 2:1 | Deportivo Municipal | Estadio Nacional, Lima |  |

- Defensor Arica clasifica a la Copa Libertadores 1970

## Liguilla Descenso
| Pos. | Equipos             | PJ | PG | PE | PP | GF | GC | Dif. | Pts |
| ---- | ------------------- | -- | -- | -- | -- | -- | -- | ---- | --- |
| 7    | Defensor Lima       | 20 | 8  | 7  | 5  | 34 | 32 | +2   | 23  |
| 8    | Sport Boys          | 20 | 9  | 4  | 7  | 30 | 30 | 0    | 22  |
| 9    | Sporting Cristal    | 20 | 7  | 7  | 6  | 28 | 22 | +6   | 21  |
| 10   | Carlos Mannucci     | 20 | 7  | 6  | 7  | 24 | 23 | +1   | 20  |
| 11   | Octavio Espinosa    | 20 | 5  | 9  | 6  | 23 | 25 | -2   | 19  |
| 12   | Porvenir Miraflores | 20 | 7  | 3  | 10 | 35 | 47 | -12  | 17  |
| 13   | Centro Iqueño       | 20 | 3  | 7  | 10 | 19 | 33 | -14  | 13  |
| 14   | KDT Nacional        | 20 | 1  | 4  | 15 | 12 | 40 | -28  | 6   |

|  | Descienden a la Segunda División 1970 |

#### Resultados
Todos los partidos se jugaron en Lima.
| Local \ Visitante   | CAM | CEN | DEF | KDT | OCT | POR | SBA | SCR |
| ------------------- | --- | --- | --- | --- | --- | --- | --- | --- |
| Carlos A. Mannucci  |     | 1–0 | 3–5 | 0–0 | —   | —   | —   | 1–0 |
| Centro Iqueño       | —   |     | 3–5 | —   | —   | 2–0 | 1–2 | —   |
| Defensor Lima       | —   | —   |     | —   | 0–3 | —   | 1–0 | —   |
| KDT Nacional        | —   | 1–1 | 0–3 |     | —   | 2–3 | 1–2 | —   |
| Octavio Espinosa    | 1–4 | 0–0 | —   | 0–0 |     | —   | 4–2 | 1–2 |
| Porvenir Miraflores | 2–2 | —   | 1–3 | —   | 4–1 |     | 2–3 | 2–6 |
| Sport Boys          | 3–1 | —   | —   | —   | —   | —   |     | 1–1 |
| Sporting Cristal    | —   | 0–0 | 3–0 | 3–0 | —   | —   | —   |     |

|                          |
| Campeón Nacional         |
| Universitario 13º título |

## Goleadores
| Jugador | Jugador                 | Goles | Equipo                    |
| ------- | ----------------------- | ----- | ------------------------- |
| Peruano | Jaime Mosquera          | 15    | Deportivo Municipal       |
| Peruano | Eladio Reyes            | 14    | Juan Aurich               |
| Peruano | Alejandro Guzmán        | 13    | Porvenir Miraflores       |
| Peruano | Percy Rojas             | 12    | Universitario de Deportes |
| Peruano | Carlos Gonzales Pajuelo | 12    | Sporting Cristal          |
| Peruano | Víctor Zegarra          | 11    | Alianza Lima              |
| Peruano | Juan Rivero             | 11    | Sport Boys                |
| Peruano | Próspero Merino         | 11    | Juan Aurich               |
| Peruano | Hugo Sotil              | 10    | Deportivo Municipal       |
| Peruano | Oswaldo Ramírez         | 10    | Sport Boys                |
| Peruano | Juan Seminario          | 10    | Atlético Grau             |
| Peruano | Enrique Cassaretto      | 10    | Universitario de Deportes |
| Peruano | Henry Perales           | 10    | Centro Iqueño             |

## Reconocimientos

### Premios anuales
| Premio                     | Ganador                                     |
| -------------------------- | ------------------------------------------- |
| Mejor Equipo               | Universitario de Deportes                   |
| Bota de Oro                | Hugo Sotil (Deportivo Municipal)            |
| Entrenador del año         | Roberto Scarone (Universitario de Deportes) |
| Portero del año            | Ottorino Sartor (Defensor Arica)            |
| Jugador extranjero del año | Vantuil (Sporting Cristal)                  |
| Jugador joven del año      | Percy Rojas (Universitario de Deportes)     |
| Jugador veterano del año   | Juan Seminario (Atlético Grau)              |
| Jugador revelación         | Jaime Mosquera (Deportivo Municipal)        |